# Jidenna
Jidenna, de son nom complet Jidenna Mobisson, né le 4 mai 1985 à Wisconsin Rapids dans le Wisconsin, est un chanteur américain. Il est membre du label Wondaland Records et publie deux singles en 2015 Classic Man et Yoga avant la publication de son premier EP Wondaland Presents: The Eephus. Jidenna réside actuellement à East Flatbush, Brooklyn.

## Biographie

### Jeunesse
Jidenna est né à Wisconsin Rapids dans le Wisconsin,, d'une mère américaine, Tama Mobisson, et d'un père nigérian, Oliver Mobisson. Son père quitte sa famille en 1995 avant leur départ pour les États-Unis,. Son nom de Jidenna signifie en Igbo « tenir le père ».
Jidenna étudie à la Milton Academy de Milton, dans le Massachusetts, en 2003. Il fonde un groupe de rap pendant ses études au lycée. Jidenna étudie ensuite à l'université Stanford en Californie entre 2003 et 2008. Après avoir reçu son Bachelor of Arts, il se consacre à plein temps à sa carrière musicale, alternant entre Los Angeles, Oakland, Brooklyn et Atlanta.

### Carrière musicale
Jidenna signe au label Wondaland Records dirigé par Janelle Monáe,, et distribué par Epic Records. Il collabore avec plusieurs musiciens comme Roman GianArthur, St. Beauty, Deep Cotton et Janelle Monáe, sur une compilation EP intitulée Wondaland Presents: The Eephus. En février 2015, il publie son premier single, Classic Man en featuring avec Roman GianArthur, un autre artiste membre de Wondaland Records. La chanson est significativement diffusée aux États-Unis et débute 49e du Billboard Hot R&B/Hip-Hop Airplay.
Le 31 mars 2015, il publie le second single extrait de l'EP intitulé Yoga avec Janelle Monáe.
Jidenna est membre fondateur de Fear and Fancy, un club lancé en Californie en 2006.

## Apparition dans les médias

### À la télévision
En septembre 2016, Jidenna apparaît dans la série télévisée Luke Cage (saison 1, épisode 5). Il y joue son propre rôle en interprétant Long Live the Chief dans la discothèque fictive Harlem's Paradise. Il apparaît également dans la série Insecure ( saison 1, épisode 6) 

## Discographie

### Albums studio
- 2017 : The Chief
- 2019 : 85 to Africa

### Singles
- 2015 : Classic Man (featuring Roman Gian'Arthur)
- 2015 : Yoga (featuring Janelle Monáe)
- 2015 : Classic Man (Remix) (featuring Kendrick Lamar)
- 2015 : Long Live the Chief
- 2016 : Little Bit More, Chief don't run[20]